# Pessotchny
Pessotchny est une commune urbaine sous la juridiction de Saint-Pétersbourg.